# 笹戸温泉

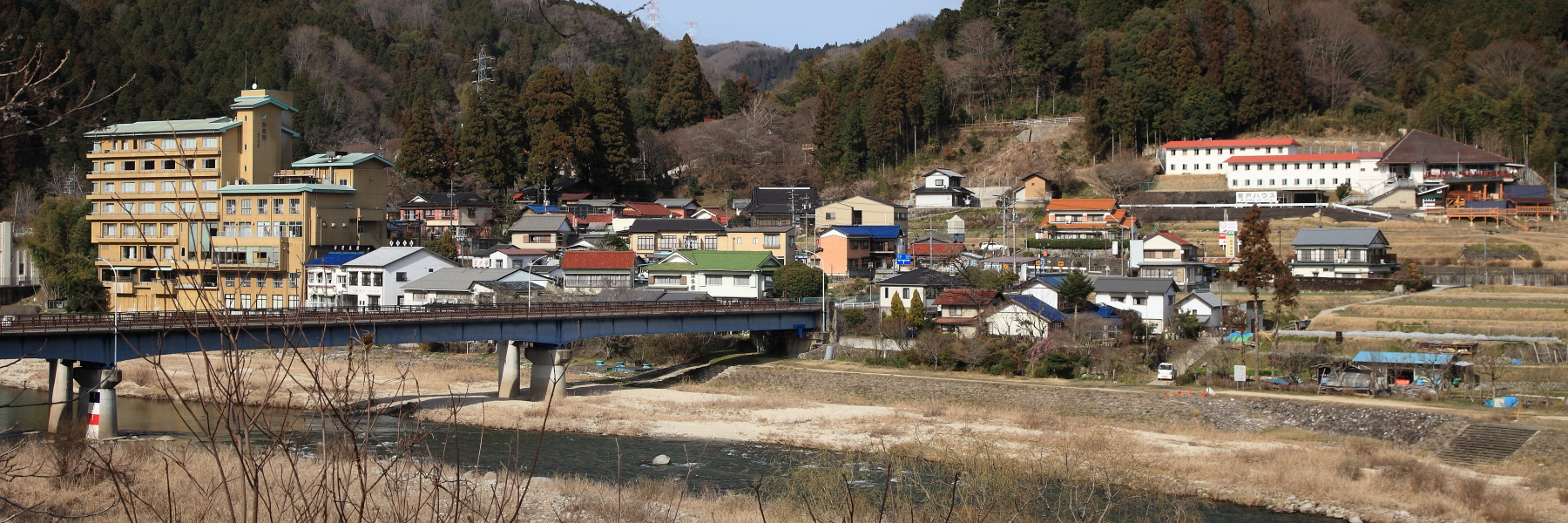
笹戸温泉

笹戸温泉（ささどおんせん）は、愛知県豊田市笹戸町にある山間部の温泉｡

## 概要
小渡温泉などとともに奥矢作温泉郷と一括りにされることがあるが、その中枢を担う。
県下最古の湯を謳っているが、室町時代の開湯であり、1200年以上前から湧出していたと伝わる湯谷温泉、三谷温泉などと比較すると新しい。

## 泉質
- 低張性アルカリ性冷鉱泉

### 効能
神経痛、皮膚病、関節痛、婦人病など。
主な注意点：効能は万人に対してその効果を保証するものではない。

## 温泉街
奥矢作峡と呼ばれる矢作川上流の東岸にひっそりと湧く湯治、保養向けの温泉地。2020年現在、「勇屋別館」、「清山荘」、「寿楽荘」の3軒の旅館が存在。一帯は愛知高原国定公園に指定されており、雄大な自然が広がる。矢作川では川釣りを楽しめるほか、観光用の鮎簗がある。

## 歴史
室町時代の開湯と伝わり、600年余の歴史がある。三河の奥座敷と呼ばれることもあるが、交通アクセスが脆弱なことから、現在も鄙びた昔ながらの温泉宿が数多く残っている。2020年に、中心的旅館だった「紫翠閣とうふや」がコロナの影響により倒産した。

## アクセス

### 路線バス
- 名鉄三河線 豊田市駅よりとよたおいでんバス5系統小渡行に乗車、「笹戸」バス停下車。

### 自動車
- 猿投グリーンロード 枝下インターチェンジより愛知県道・岐阜県道11号豊田明智線で約30分。